# Suchitán
De Suchitán is een stratovulkaan in het departement Jutiapa in Guatemala. De berg is ongeveer 2042 meter hoog en is daarmee een van de grootste vulkanen in het zuiden van Guatemala. De voornamelijk uit andesiet bestaande vulkaan strekt zich uit in noord-zuidelijke richting en de hellingen zijn op enkele punten oneffen door diepe kloven. Een parasitaire kegel, Cerro Mataltepe genaamd, is gelegen op de noordelijke flank van de Suchitán. Ook aan de noordelijke zijde, maar lager gelegen, bevinden zich nog twee kleinere parasitaire kegels. Twee basaltische lavastromen uit het Holoceen bevinden zich op de noordelijke en noordwestelijke flank.
Op ongeveer vier kilometer ten westen ligt de caldera Retana en twaalf kilometer naar het noordwesten de vulkaan Tahual. Op ongeveer tien kilometer naar het oosten ligt de vulkaan Ixtepeque.